# Australosymmerus bororo
Australosymmerus bororo är en tvåvingeart som först beskrevs av Lane 1947.  Australosymmerus bororo ingår i släktet Australosymmerus och familjen hårvingsmyggor. Inga underarter finns listade i Catalogue of Life.